# Гнилоп'ять
Гнилоп'я́ть — річка в Україні, в межах Козятинського району Вінницької та Бердичівського й Житомирського районів Житомирської області (70 км). Права притока Тетерева (басейн Дніпра). 

## Опис
Довжина 99 км, площа водозбірного басейну 1 312 км². Похил річки 1,1 м/км. Долина заболочена, завширшки 3 км, меліорована. Береги — поклади гнейсів та гранітів. Річище звивисте, завширшки до 20 м. Є ставки, споруджено водосховища (близько10). Середній багаторічний стік — 3,68 м³/с (спостереження біля с. Головенка, протягом 40 років). Використовується на питне та технічне водопостачання, як водоприймач осушувальних систем. 

## Розташування
Гнилоп'ять бере початок між селами Куманівка і Великий Степ. Тече переважно на північ. Впадає до Тетерева навпроти села Тетерівки, що на південний захід від Житомира.

## Притоки
Основні притоки: 

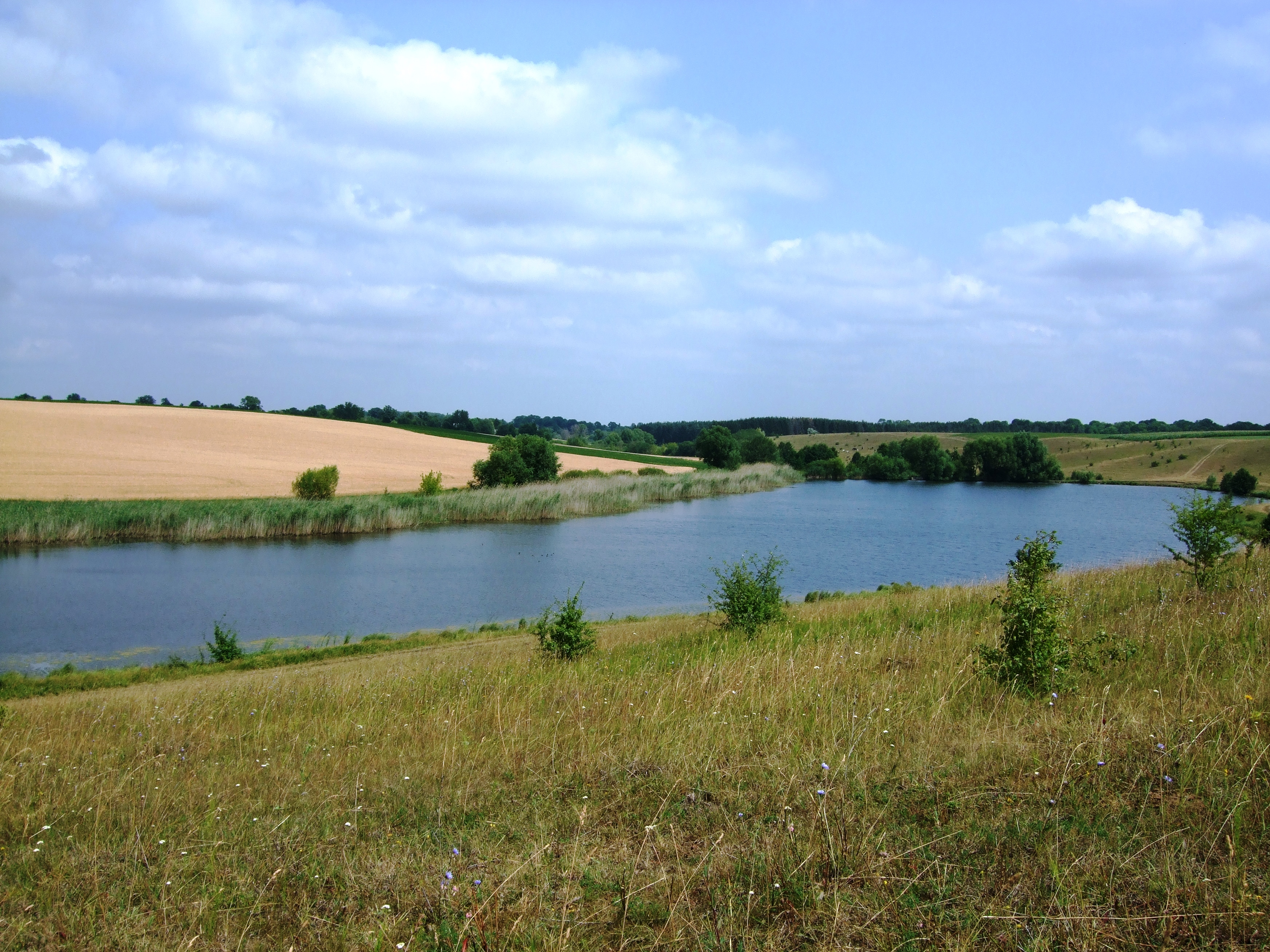
Заказник "Перемога" на безіменній річці біля с. Перемога

Ліві: П'яток, Терехівка, Вовчиця, Глибока Долина, Гнилоп'ятка, Гриньківка, Руда Кам'янка; 
- Річка без назви - притока Гнилоп'яті, протікає у колишньому Козятинському районі Вінницької області. Бере початок на південному сході від Черничків. Тече переважно на північний схід і в Махнівці впадає у Гнилоп'ять за 87 км від її гирла. Довжина річки 6,8 км., площа басейну - 35,1 км²[1]. Річку перетинає автомобільні дороги E583, М21.
- Річка без назви - притока Гнилоп'яті, протікає у колишньому Козятинському районі Вінницької області. Бере початок на північному заході від Тучі. Тече на північний схід через Перемогу і на північному заході від Куманівки впадає у Гнилоп'ять за 93 км від її гирла. Довжина річки 6,4 км, площа басейну - 14,3 км². Річку перетинають автомобільні дороги E583, М21. На річці розташований ландшафтний заказник місцевого значення Перемога.

Праві: П'ятигірка, Писарівчина, Гнилуха, Троянівка, Струмок Гнилоп'ятка, Каолінова
- Бобрик - притока у Житомирському районі Житомирської області. Бере початок на північному заході від Гвіздави. Тече переважно на північний захід через Гай і впадає у річку Гнилоп'ять. [2][3]

- Пікаліївка - притока у Новогуйвинській селищній громаді Житомирського району Житомирської області. Бере початок на південному заході від Волиці. Спочатку тече на південний захід, потім на північний захід і впадає у Гнилоп'ять на північній стороні від Головенки[2]

- Річка без назви - протікає у Бердичівському районі Житомирської області. Бере початок у Іванківцях. Тече на північний захід і в Бердичеві впадає у річку Гнилоп'ять за 54 км від її гирла. Довжина річки 10 км. Площа басейну 30,3 км²[4]. Річку перетинають автомобільні дороги E583, М21.

- Річка без назви - протікає у Бердичівському районі Житомирської області. Бере початок на північному заході від Садків. Тече переважно на північний захід через Великі Низгірці і в Бердичеві впадає у Гнилоп'ять за 50 км від її гирла. Довжина річки 13 км. Площа басейну 36,3 км².[5]. Річку перетинають автомобільні дороги E583, М21.

Кількість малих приток становить 232 із загальною довжиною 730 км.

## Про назву
Річка отримала свою назву від того, що заболочені витоки струмків, які живлять річку, витікали в свій час із гнилих болотистих мочарів. А найбільші притоки впадають у неї зліва і їх саме п'ять: П'ятка, Гнилоп'ятка, Глибока Долина, Терехівка і Вовчиця. 
Хоча у XVI ст. річка мала назву Велика П'ята, що зафіксовано в тогочасних документах  ([null Акти Житомирського гродського уряду : 1590 р., 1635 р. / підгот. до вид. В. М. Мойсієнко ; Нац. акад. наук України, Ін-т укр. мови, Житомир. держ. ун-т імені Івана Франка, Північноукраїнський діалектологічний центр ім. М. В. Никончука [та ін.]], Акт №18, с.66)

## Населені пункти

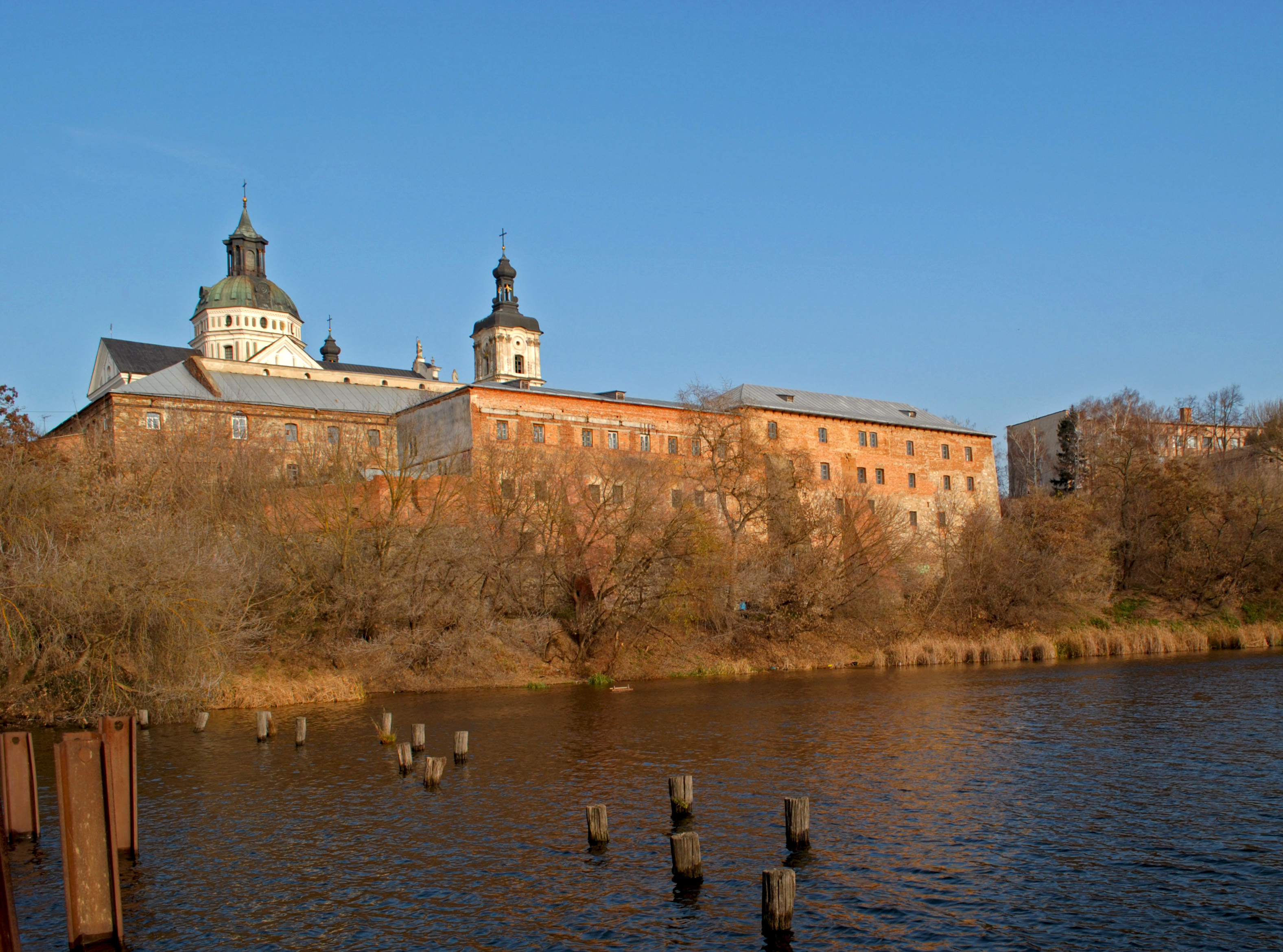
Монастир босих кармелітів у Бердичеві на березі Гнилоп'яті

Над річкою розташовані такі села, селища, міста (від витоків до гирла): Куманівка, Бродецьке, Вовчинець, Поличинці, Кикишівка, Бистрик, Бердичів, Скраглівка, Райки, Швайківка, Слободище, Рудня-Городище, Троянів,Жежелів, Залізня, Головенка, Махнівка.

## Гідрохімічний стан
У прикордонному з Вінницькою областю створі (с. Жежелів) спостерігається покращення за всіма фізико-хімічними показниками в порівнянні з 2000 роком, крім фосфатів, вміст яких збільшився з 0,102 мг/дм³ до 0,24 мг/дм³. 
У створі на 0,5 км вище скиду очисних споруд шкірзаводу (с. Швайківка), стан річки погіршився по вмісту:
- сольового амонію з 1,15 мг/дм³ до 2,2 мг/дм³,
- фосфатам з 0,13 мг/дм³ до 0,31 мг/дм³,
- хрому загальному з 0,003 мг/дм³ до 0,026 мг/дм³.

Всі інші показники покращилися у порівнянні з 2000 роком. 
У створі за 3 км нижче скиду очисних споруд Бердичівського шкірзаводу (с. Слободище), в порівнянні з 2000 роком, стан річки  залишається майже без змін, лише спостерігається незначне збільшення фосфатів та загального заліза. Вміст солей важких металів залишається без змін. 
Далі, до гирла, якість води в річці залишається на рівні 2000 року. У цілому, стан річки залишається без змін у порівнянні з 2000 роком.

## Цікаві факти

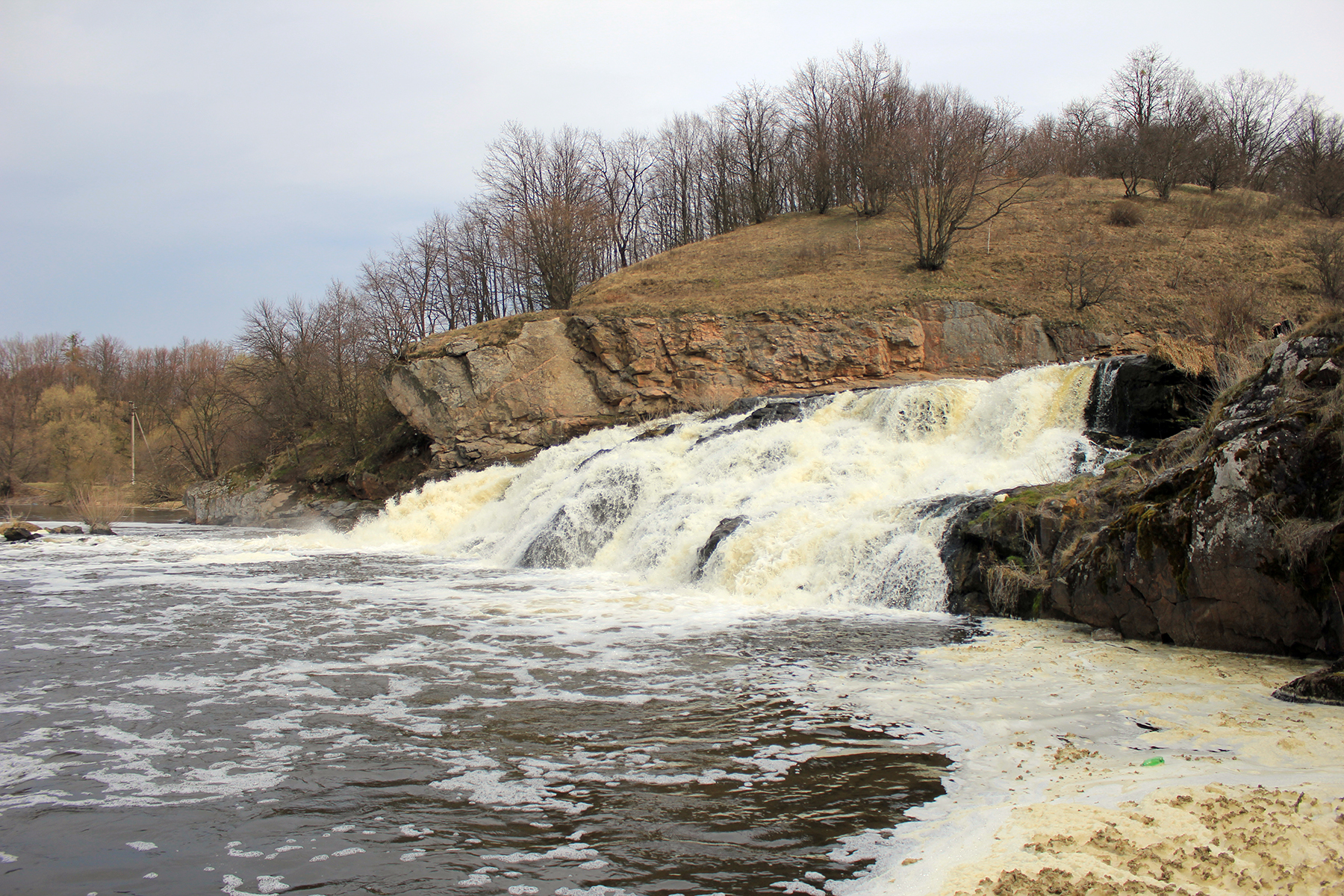
Водоспад Вчелька

- У пониззі річки на правому березі розташоване Шумське городище.
- На річці розташований водоспад Вчелька.

## Галерея

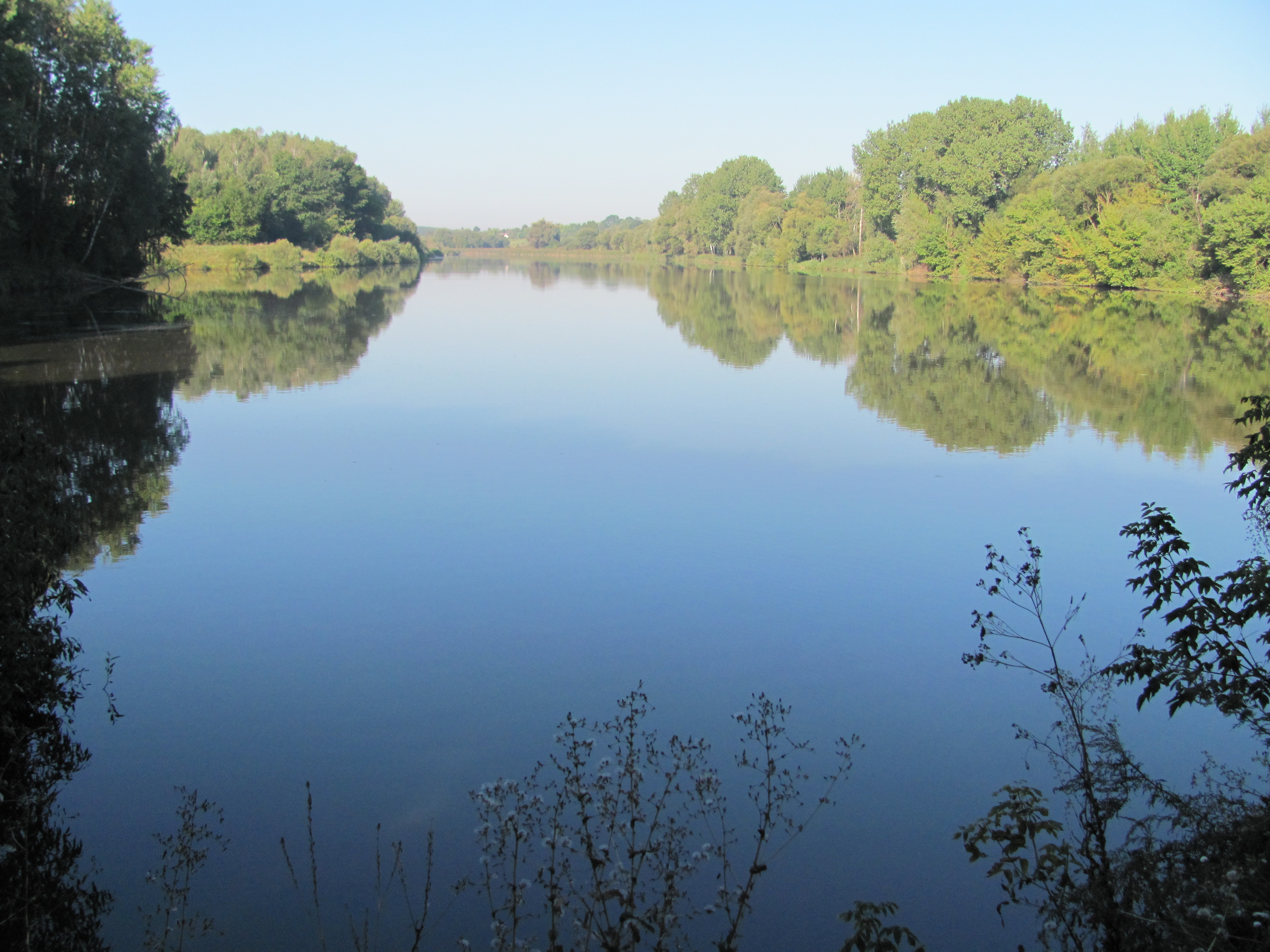
Село Поличинці
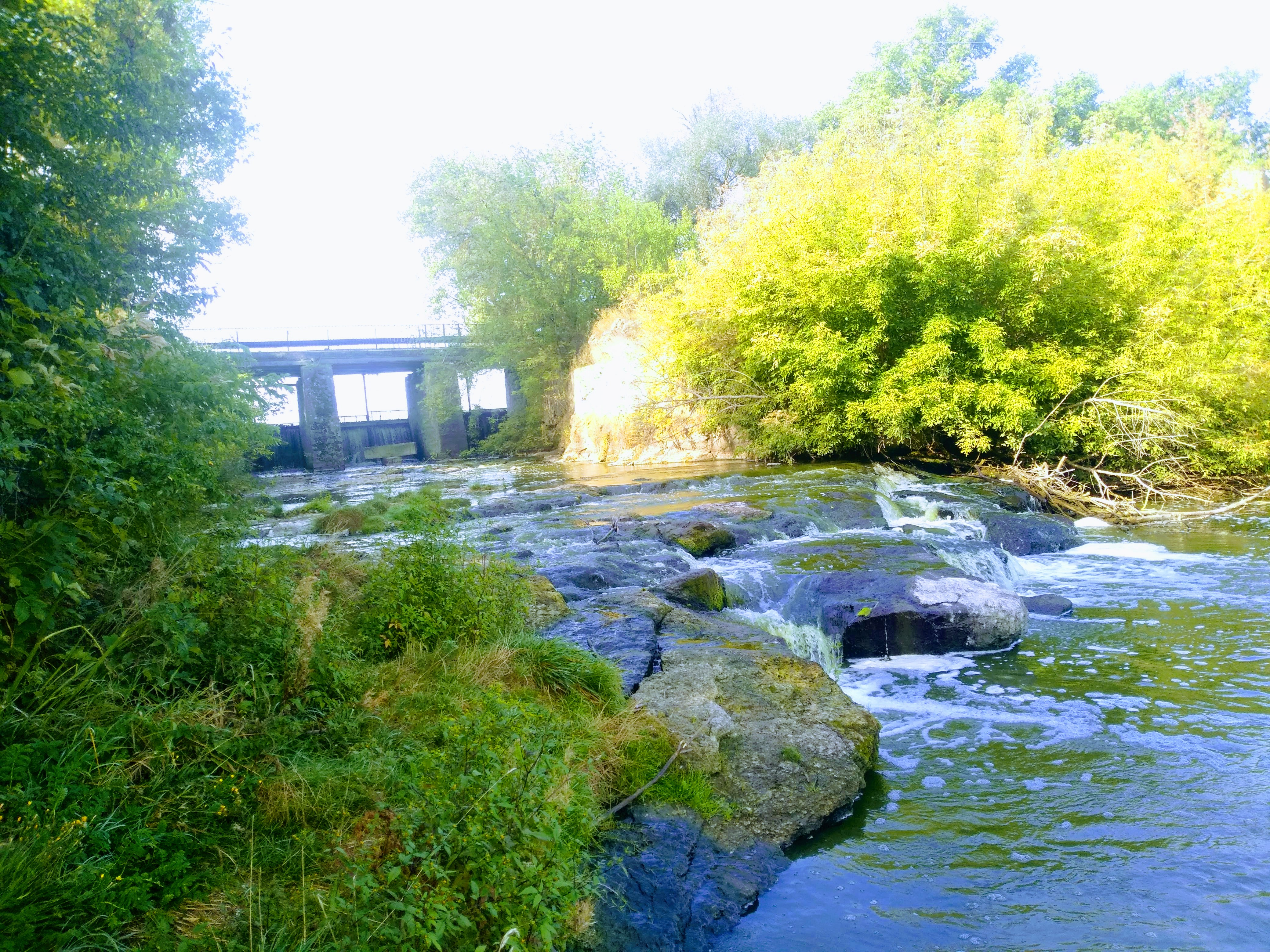
В селі Слободище
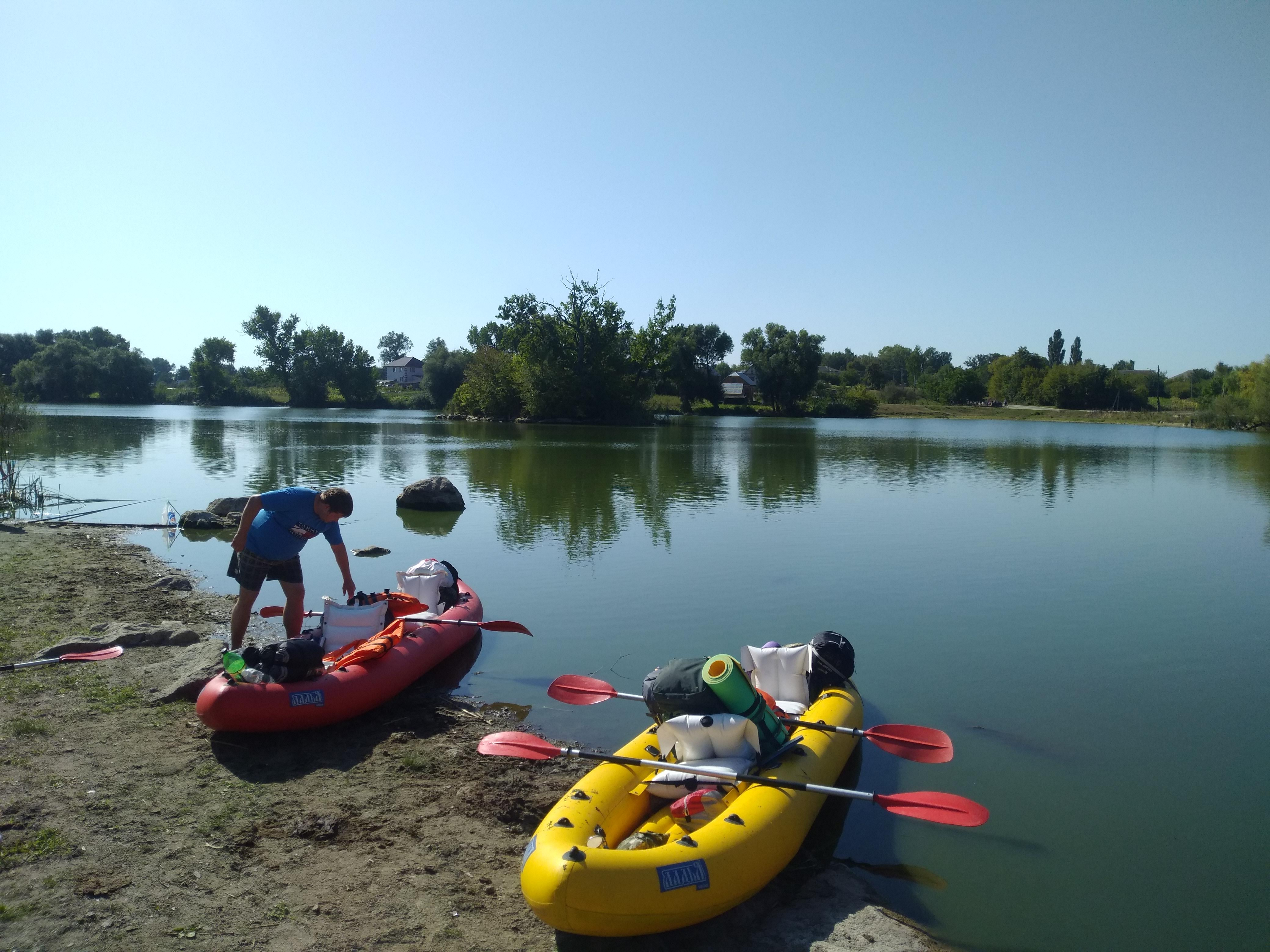
Сплав річкою Гнилоп'ять
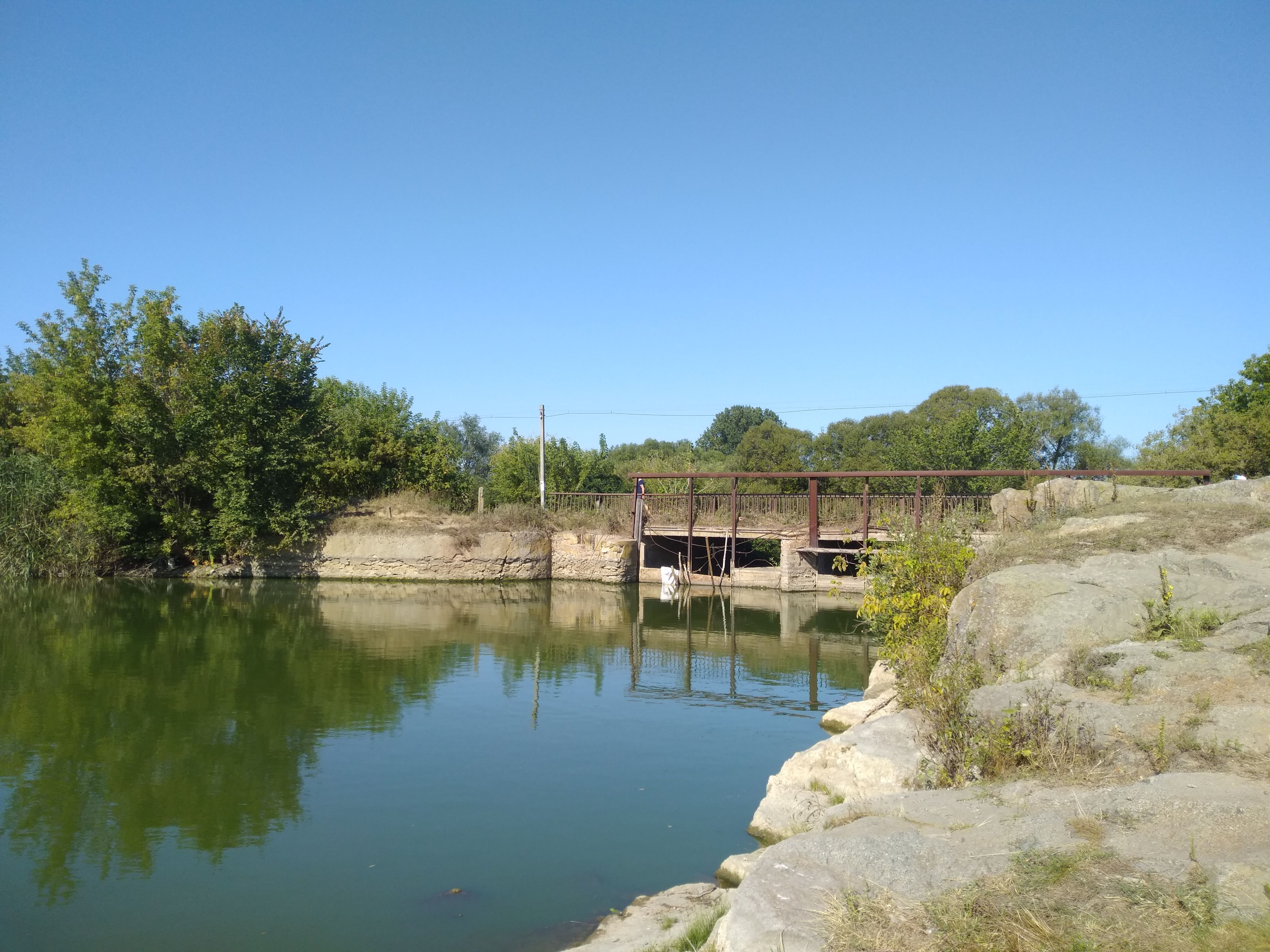
В селі Скраглівка
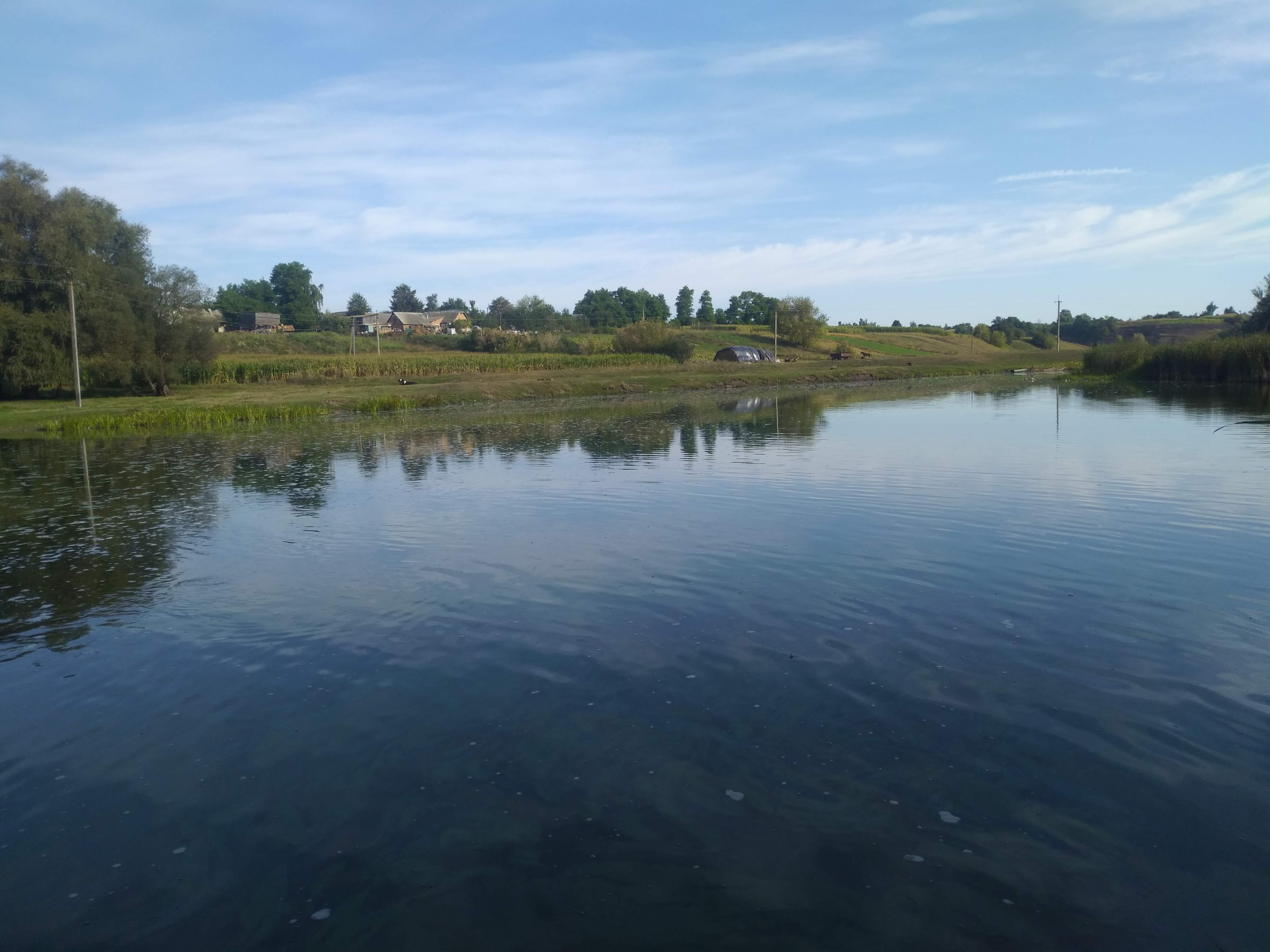
Село Слободище